# Резников (Белгородская область)
Резников — хутор в Алексеевском районе (с 2018 года — городском округе) Белгородской области, входил в состав Матрёногезовского сельского поселения.

## Описание
Хутор расположен в 9 км к юго-востоку от райцентра Алексеевки. Сохранилось несколько частных домов и 2 кладбища, оставшаяся территория частично распахана, частично заросла кустарником.

## История
Хутор основан выходцами с Украины предположительно в начале XVIII века, назван по фамилии одного из первопоселенцев. По V ревизии 1795 года на хуторе в составе владения графа Н. П. Шереметева числилось 103 души мужского пола.
По состоянию на 1859 год на владельческом хуторе Резников 1 стана Бирюченского уезда Воронежской губернии при балке Божковской в 79 дворах проживало 676 человек (344 мужчины и 332 женщины).
Упоминается в памятной книжке Воронежской губернии за 1887 год как хутор Матреногезевской волости Бирюченского уезда. Число жителей обоего пола — 772, число дворов — 98.
По подворной переписи 1890 года на хуторе Резников проживало 768 крестьян-собственников (413 мужчин, 355 женщин) в 109 хозяйствах (из них 1 безземельное и 1 бездомовое), а также 5 человек (3 мужчины, 2 женщины) в 1 стороннем хозяйстве. Всего было 87 грамотных и учащихся (все — мужского пола). Имелось 111 жилых домов, а также 6 кустарных промышленных заведений, приносивших доход 275 рублей в год, и 18 промышленных предприятий (1530 рублей в год). Из скота было 93 лошади, 108 волов, 55 коров, 53 головы гулевого скота и 44 телёнка, 212 овец и 53 свиньи, также 20 хозяйств держали 118 ульев пчёл. Количество удобной надельной земли составляло 446,6 десятин, из них пашни — 311,2 десятины; также 50 хозяйств арендовали 332,6 десятин пашни и 6 десятин сенокоса. Из сельскохозяйственного инвентаря имелись 21 плуг, 105 сох, 2 молотилки или других орудия, 132 телеги; 7 хозяйств не имели инвентаря. Надельная пашня обрабатывалась в основном своим скотом, а также наймом и супрягою. Всего расходов у хозяйств в течение года было на 14109 рублей, доходов от продажи — 5505 рублей (почти полностью хлеба и скота), от промыслов (которыми занималось 180 мужчин и 22 женщины в 94 хозяйствах) — 5841 рубль, а всего — на 13276 рублей.
Согласно переписи 1897 года здесь проживало 673 человека (326 мужчин, 347 женщин), все православные.
По данным 1900 года на основе этой переписи на хуторе Резников Резниковского сельского общества Матреногезевской волости при колодцах жило 665 человек (344 мужчины, 321 женщина, малороссы) в 116 дворах, владевшие 663,9 десятинами надельной земли. Имелось одно общественное здание, одна винная и одна мелочная лавки.
С 1918 года хутор находился в составе Матрёногезовской волости Алексеевского уезда, с января 1923 года — в Алексеевской волости Острогожского уезда.
По переписи 1926 года на хуторе Резников Матрёно-Гезевского сельсовета Алексеевской волости проживало 572 человека в 110 хозяйствах. С июля 1928 года хутор — в границах Матрёногезовского сельсовета Алексеевского района.
На 1 января 1933 года насчитывалось 539 жителей в 109 дворах, из них 444 человека работали в колхозе им. Варейкиса, переименованном в 1938 году в колхоз «Хлебороб». В 1950 году этот колхоз вошёл в состав колхоза им. Ворошилова села Матрёно-Гезово, переименованного в 1957 году в колхоз им. XX партсъезда.
До войны на хуторе насчитывалось 73 двора, а по состоянию на 1971 год было 70 жителей в 32 дворах.
С 1993 года — в границах Матрёногезовского сельского округа (с 2004 года — сельского поселения).

## Население
| 1859 | 1897 | 2002 | 2010 |
| ---- | ---- | ---- | ---- |
| 676  | ↘673 | ↘4   | ↘1   |

По переписи 1989 года — 17 человек, на 1 января 1994 года — 11 человек в 8 дворах, в 1997 году — 8 жителей в 6 дворах. По переписи 2002 года — 3 человека (все русские), по переписи 2010 года — 1 человек (мужчина).